# Ozero Kak (saltsjö i Kazakstan, lat 53,58, long 66,21)
Ozero Kak (kazakiska: Qaq Köli) är en saltsjö i Kazakstan.   Den ligger i oblystet Nordkazakstan, i den norra delen av landet, 400 km nordväst om huvudstaden Astana. Arean är 47 kvadratkilometer.